# Justin Grigoraș
Justin Grigoraș (n. 13 octombrie 1923 – d. 2 aprilie 2012) a fost un jurist și demnitar comunist român. A fost judecător la Tribunalul Suprem din 1962. În perioada ianuarie 1977 - noiembrie 1979, a fost Președintele Tribunalului Suprem. În perioada 27 octombrie 1979 - 29 martie 1980 a fost Ministrul Justiției în guvernul Ilie Verdeț.

## Scrieri
- Individualizarea pedepsei, Ed. Științifică, București, 1962
- Apărarea proprietății socialiste prin mijloace de drept penal, Ed. Științifică, București, 1969